# Earl Boykins

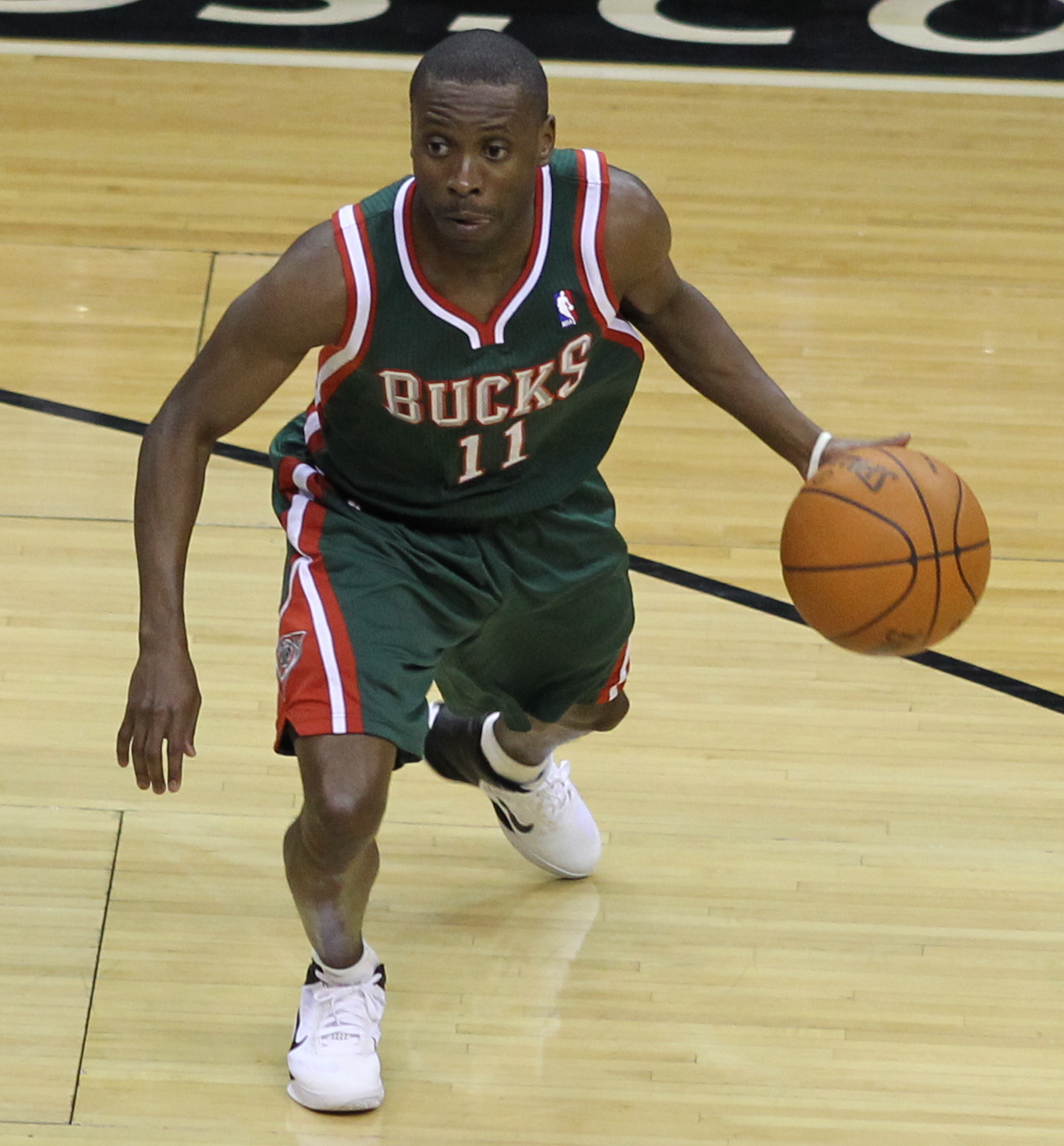
Earl Boykins

Earl Antoine Boykins (Cleveland-Ohio, 2 de Junho de 1976) é um jogador norte-americano profissional de basquete.
Boykins é famoso por ser o segundo jogador mais baixo da história da NBA, com 1,65m de altura (perde apenas para Muggsy Bogues, que mede 1,60m).
```
Se aposentou em 2012, sendo seu último time o Houston Rockets
```

## Carreira

### College
- 1994-1998 - Eastern Michigan

### Profissional

#### CBA (Continental Basketball Association)
- 1998-1999 - Rockford Lightning

#### NBA

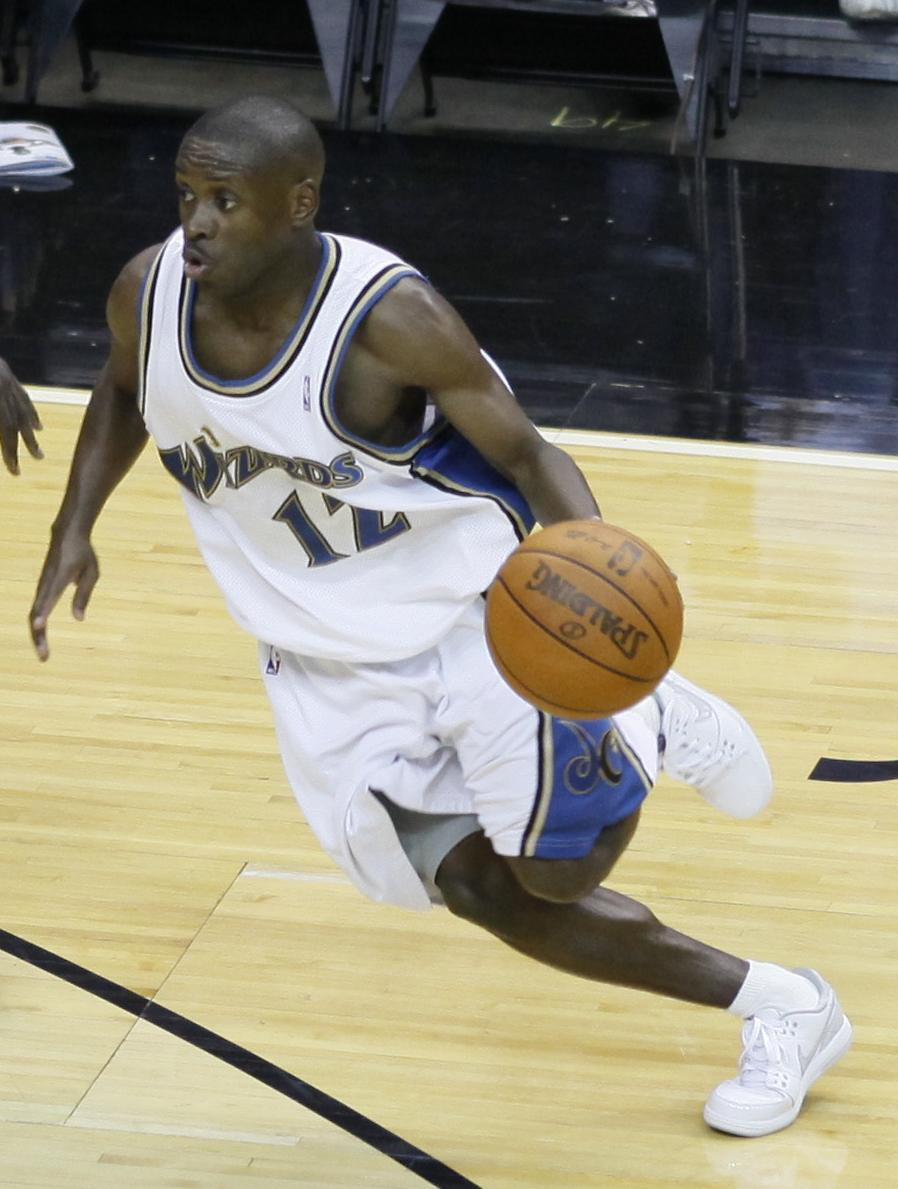
Earl Boykins, jogando pelo Washington Wizards

- 1999-1999 - New Jersey Nets
- 1999-1999 - Cleveland Cavaliers
- 1999-2001 - Orlando Magic
- 2001–2002 - Los Angeles Clippers
- 2002–2003 - Golden State Warriors
- 2003-2007 - Denver Nuggets
- 2007-2007 - Milwaukee Bucks
- 2008-2008 - Charlotte Bobcats
- 2009–2010 - Washington Wizards
- 2010–2011 - Milwaukee Bucks
- 2012-atual -Houston Rockets

#### Europa
- 2008–2009 - Virtus Bologna

## Títulos

### Individuais
1997-98 - Frances Pomeroy Naismith Award

2009 - "FIBA EuroChallenge" - Jogador com maior número de assistências da competição.

### Por Equipes
2009 - Campeão "FIBA EuroChallenge" com a equipe " Virtus Bologna" da Itália.

## Estatísticas

### Jogando pela NBA

#### Temporada regular
| Ano     | Equipe       | PJ  | PT | MPP  | %TC  | %3P  | %TL  | RPP | APP | ROB | TPP | PPP  |
| ------- | ------------ | --- | -- | ---- | ---- | ---- | ---- | --- | --- | --- | --- | ---- |
| 1998–99 | New Jersey   | 5   | 0  | 10.2 | .476 | .200 | .000 | .8  | 1.2 | .2  | .0  | 4.2  |
| 1998–99 | Cleveland    | 17  | 0  | 10.0 | .345 | .154 | .667 | .8  | 1.6 | .3  | .0  | 2.6  |
| 1999–00 | Orlando      | 1   | 0  | 8.0  | .750 | .000 | .000 | 1.0 | 3.0 | .0  | .0  | 6.0  |
| 1999–00 | Cleveland    | 25  | 0  | 10.1 | .473 | .400 | .783 | 1.0 | 1.8 | .5  | .0  | 5.3  |
| 2000–01 | Los Angeles  | 10  | 0  | 14.9 | .397 | .125 | .824 | 1.1 | 3.2 | .5  | .0  | 6.5  |
| 2001–02 | Los Angeles  | 68  | 2  | 11.2 | .400 | .310 | .770 | .8  | 2.1 | .3  | .0  | 4.1  |
| 2002–03 | Golden State | 68  | 0  | 19.4 | .429 | .377 | .865 | 1.3 | 3.3 | .6  | .1  | 8.8  |
| 2003–04 | Denver       | 82  | 3  | 22.5 | .419 | .322 | .877 | 1.7 | 3.6 | .6  | .0  | 10.2 |
| 2004–05 | Denver       | 82  | 5  | 26.4 | .413 | .337 | .921 | 1.7 | 4.5 | .9  | .2  | 12.4 |
| 2005–06 | Denver       | 60  | 0  | 25.7 | .410 | .346 | .874 | 1.4 | 3.8 | .8  | .1  | 12.6 |
| 2006–07 | Denver       | 31  | 4  | 28.3 | .413 | .373 | .908 | 2.0 | 4.3 | .8  | .1  | 15.2 |
| 2006–07 | Milwaukee    | 35  | 19 | 33.0 | .427 | .419 | .886 | 2.2 | 4.5 | .9  | .0  | 14.0 |
| 2007–08 | Charlotte    | 36  | 0  | 16.0 | .355 | .318 | .831 | .9  | 2.7 | .4  | .0  | 5.1  |
| 2009–10 | Washington   | 67  | 1  | 16.7 | .427 | .317 | .865 | 1.1 | 2.6 | .4  | .0  | 6.6  |
| Total   | Total        | 587 | 34 | 20.4 | .416 | .347 | .878 | 1.4 | 3.3 | .6  | .0  | 9.1  |